# ادواردو کاسانوبا
ادواردو کاسانوبا (اسپانیایی: Eduardo Casanova‎؛ زادهٔ ۲۴ مارس ۱۹۹۱) بازیگر، کارگردان فیلم و فیلم‌نامه‌نویس اهل اسپانیا است.
از فیلم‌ها یا برنامه‌های تلویزیونی که وی در آن نقش داشته‌است، می‌توان به شب بزرگ من و به‌طور کاملاً اتفاقی اشاره کرد.